# Ланс (Вале)
Ланс (фр. Lens) — громада  в Швейцарії в кантоні Вале, округ Сьєр.

## Географія
Громада розташована на відстані близько 75 км на південь від Берна, 9 км на північний схід від Сьйона.
Ланс має площу 14 км², з яких на 19,8% дозволяється будівництво (житлове та будівництво доріг), 36,3% використовуються в сільськогосподарських цілях, 39,9% зайнято лісами, 4,1% не є продуктивними (річки, льодовики або гори).

## Демографія
2019 року в громаді мешкало 4226 осіб (+11,8% порівняно з 2010 роком), іноземців було 31,5%. Густота населення становила 302 осіб/км².
За віковим діапазоном населення розподілялося таким чином: 15,9% — особи молодші 20 років, 55,5% — особи у віці 20—64 років, 28,6% — особи у віці 65 років та старші. Було 1972 помешкань (у середньому 2,1 особи в помешканні).
Із загальної кількості 1688 працюючих 227 було зайнятих в первинному секторі, 172 — в обробній промисловості, 1289 — в галузі послуг.